# Jordan Cronenweth
Jordan Scott Cronenweth (* 20. Februar 1935 in Los Angeles; † 29. November 1996 ebenda) war ein US-amerikanischer Kameramann.

## Leben
Cronenweth hatte am City College von Los Angeles Ingenieurswesen studiert und als Laufbursche beim Laboratorium von Columbia Pictures begonnen. Anschließend ging er für kurze Zeit als Kameramann nach Oklahoma, kehrte aber noch in den 60er Jahren nach Los Angeles zurück, wo er gegen Ende des Jahrzehnts zunächst als einfacher Kameramann bei Filmen wie Die Hölle sind wir (1968) bzw. Second-Unit-Kameramann (bei Glut der Gewalt, 1969) arbeitete. 1969 zeichnete er beim Fernsehen auch als Chefkameramann (Trilogy) verantwortlich.
1970 rückte er bei Robert Altmans Inszenierung Nur Fliegen ist schöner auch beim Kinofilm zum Chefkameramann auf. In diesem Jahrzehnt fotografierte Cronenweth eine Reihe von zum Teil hochwertigen Filmen, darunter Billy Wilders Screwball-Groteske Extrablatt, Jan Troells bildgewaltige Romanze Zandys Braut und 1979 schließlich Ken Russells psychedelischer Thriller Der Höllentrip.
Als seine bedeutendste Arbeit gilt die Kameraführung bei Ridley Scotts Blade Runner (1982). Für diesen Film wurde er 1983 unter anderem mit einem BAFTA Award ausgezeichnet.
Für den Film Peggy Sue hat geheiratet wurde er im Jahr 1987 für den Oscar in der Kategorie „Beste Kamera“ nominiert. Auch wirkte er an den Musikfilmen Rattle and Hum der Band U2 und Stop Making Sense von den Talking Heads mit und führte die Kamera beim Madonna-Video Oh, Father.
Er war zunächst Kameramann beim Film Alien 3, wurde aber bereits nach 10 Tagen wegen zu langsamer Arbeit entlassen. Er litt damals bereits an der Parkinson-Krankheit, an der er 1996 verstarb. Sein Sohn Jeff Cronenweth arbeitet ebenfalls als Kameramann (Fight Club).
Bei einer Umfrage der International Cinematographers Guild wählten ihn seine Kollegen im Jahr 2003 in die Liste der elf künstlerisch einflussreichsten Kameramänner der Filmgeschichte.

## Filmografie (Auswahl)
- 1970: Nur Fliegen ist schöner (Brewster McCloud) – Regie: Robert Altman
- 1972: Spiel dein Spiel (Play It as It Lays) – Regie: Frank Perry
- 1973: Duell der Helikopter (Birds of Prey) – Regie: William A. Graham
- 1974: The Nickel Ride – Regie: Robert Mulligan
- 1974: Extrablatt (The Front Page) – Regie: Billy Wilder
- 1974: Zandys Braut (Zandy's Bride)
- 1977: Flotte Sprüche auf Kanal 9 (Handle with Care) – Regie: Jonathan Demme
- 1980: Der Höllentrip (Altered States) – Regie: Ken Russell
- 1981: Cutter’s Way – Keine Gnade (Cutter’s Way) – Regie: Ivan Passer
- 1982: Blade Runner – Regie: Ridley Scott
- 1982: Zwei dicke Freunde (Best Friends) – Regie: Norman Jewison
- 1984: Stop Making Sense – Regie: Jonathan Demme
- 1986: Peggy Sue hat geheiratet (Peggy Sue got married) – Regie: Francis Ford Coppola
- 1987: Der steinerne Garten (Gardens of Stone) – Regie: Francis Ford Coppola
- 1988: U2: Rattle and Hum – Regie: Phil Joanou
- 1990: Im Vorhof der Hölle (State of Grace) – Regie: Phil Joanou
- 1991: Paul McCartney: Get Back – Regie: Richard Lester
- 1992: Eiskalte Leidenschaft (Final Analysis) – Regie: Phil Joanou